# Karl Eduard Onken

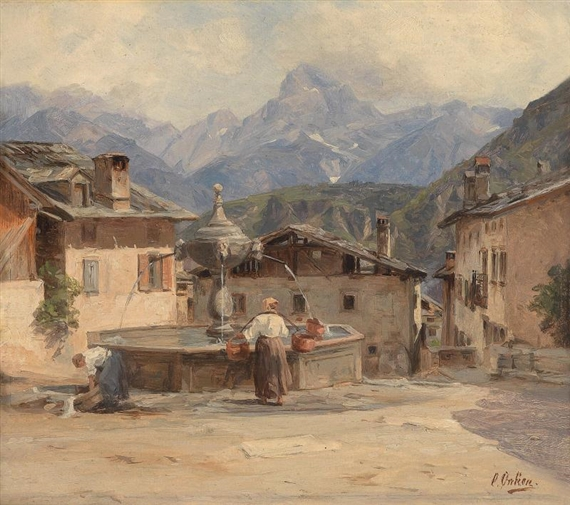
Szene aus Valle di Cadore

Karl Eduard Onken (* 12. März 1846 in Jever, Oldenburg; † 15. November 1934 in Wien) war ein österreichischer Landschaftsmaler und Radierer.
Geboren als Sohn des Glasers und Malers Christian Eduard Onken und dessen Ehefrau Wilhelmine Katharina Mehrtens, erhielt Onken den ersten Malunterricht bei seinem Vater. Dank dem vom Großherzog von Oldenburg gespendeten Stipendium begab sich Onken nach Berlin, wo ihn Christian Griepenkerl ermunterte, in Wien zu studieren. Danach studierte Onken von 1869 bis 1879 bei Peithner von Lichtenfels an der Akademie der bildenden Künste Wien.
Onken erhielt 1871 den Rosenbaum-Preis, 1873 und 1875 den Gundel-Preis, 1874 und 1875 Stipendien. Seit 1874 unternahm er Studienreisen nach Ungarn, Italien, Holland, Deutschland und in die Schweiz.
Er wurde 1880 Mitglied des Wiener Künstlerhauses.